# Robert Reisenbüchler
Robert Reisenbüchler (* 31. Januar 1968 in Bukarest) ist ein ehemaliger rumänisch-deutscher Basketballspieler. Der 2,10 Meter große Innenspieler lief in der Basketball-Bundesliga für Bamberg und Ludwigsburg auf.

## Laufbahn
Reisenbüchler spielte für Steaua Bukarest und ging 1989 nach Deutschland, wo er zunächst den SV 03 Tübingen in der 2. Basketball-Bundesliga verstärkte. Im Spieljahr 1991/92 wurde er mit Tübingen Meister der 2. Bundesliga Süd und trug in der Meisterrunde als bester Werfer der Mannschaft zum ersten Bundesliga-Aufstieg der Vereinsgeschichte bei.
Anschließend wechselte er zum Bundesligisten Bamberg, für den er von 1992 bis 1995 spielte und in seinem ersten Jahr (1992/93) deutscher Vizemeister wurde. In der Spielrunde 1995/96 stand er in Diensten eines weiteren deutschen Erstligisten, BG Ludwigsburg. Reisenbüchler lief in den Folgejahren für Vereine in unterschiedlichen europäischen Ländern auf: 1996/97 für Straßburg in Frankreich, 1997/98 für Plannja Basket Luleå (BC Luleå) in Schweden, 1998/99 für den slowenischen Klub Helios Domzale, 1999 bis 2001 für Peristeri Athen und 2001/02 für Ionikos Nikeas (ebenfalls Griechenland). Zum Abschluss seiner Leistungssportkarriere kehrte Reisenbüchler nach Rumänien zurück und spielte für U-Mobitelco Cluj. Später übernahm er in Cluj das Amt des Managers. Hauptberuflich wurde er als Zahnarzt tätig und arbeitete zudem als Spielervermittler.